# Upton (Leicestershire)
Upton – przysiółek w Anglii, w Leicestershire, w dystrykcie Hinckley and Bosworth, w civil parish Sheepy. Leży 8,5 km od miasta Hinckley, 22,6 km od miasta Leicester i 152,8 km od Londynu. W 1931 roku civil parish liczyła 104 mieszkańców.